# 뜨거운 불로 만들어진 새는 그녀의 팔에서 태어났다
《뜨거운 불로 만들어진 새는 그녀의 팔에서 태어났다》는 허클베리 핀의 두 번째 싱글 앨범이다.

## 수록곡
전체 작사·작곡: 이기용
- 전체 편곡: 허클베리 핀

| #  | 제목            | 재생 시간 |
| -- | --------------- | --------- |
| 1. | 〈남해〉        |           |
| 2. | 〈적도 검은새〉 |           |